# Kinya Takehara
Kinya Takehara (Hyogo, 16 november 1974) is een voormalig Japans voetballer.

## Carrière
Kinya Takehara speelde tussen 1993 en 1997 voor JEF United Ichihara en Fukushima FC.